# Chaetoria spinicosta
Chaetoria spinicosta là một loài ruồi trong họ Tachinidae.